# Дубосище (село)
Дубоси́ще   — село  в  Смоленской области России,  в Глинковском районе. Население – 191 житель (2007 год)   Расположено в центральной части области  в 9 км к западу от села Глинка,  в 15 км северо-западнее  автодороги Р96 Новоалександровский(А101)- Спас-Деменск — Ельня — Починок. В 5 км севернее села железнодорожная станция Добромино на линии Смоленск  - Сухиничи, на берегу реки Волость. Входит в состав Белохолмского сельского поселения.

## Экономика
Библиотека, отделение связи .